# Бальц, Фридрих Карлович
Фёдор Карлович (Фридрих-Юлиус) Бальц (нем. Friedrich Julius von Baltz; 20 апреля 1800, Пернов, Лифляндская губерния — 27 июля 1873, Санкт-Петербург) — русский военный инженер, генерал-майор, обладатель Георгиевского оружия.

## Биография
Родился 20 апреля (2 мая) 1800 года в немецкой купеческой семье в Пернове. Евангелист-лютеранин (крещён 31 мая 1800 года).

### Образование
В 1822 году блестяще закончил полный курс высшего инженерного образования Главного инженерного училища, вместе со специализацией офицерских классов (офицер с 1820 года), откуда был выпущен подпоручиком в Динабургскую инженерную команду.

### Деятельность
Служил в Риге, Молдавии, Польше, Кронштадте, занимался строительством мостов, переправ, фортов, госпиталей.
Участник Русско-турецкой войне 1828—1829 годов, за отличие в которой был награждён орденами Святого Владимира 4-й степени с бантом и Святой Анны 3-й степени с бантом и золотой полусаблей с надписью «За храбрость» и подавлении восстания в Польше в 1831 году.
13 марта 1835 года Бальц был произведён в подполковники и назначен для особых поручений к генерал-инспектору по инженерной части великому князю Михаилу Павловичу.
В 1841 году он получил чин полковника.
В 1844 году ему был пожалован диплом на потомственное дворянство.
5 февраля 1844 года Высочайше утверждён герб полковника Фёдора Карловича Бальца:

«Щит разделён на три части: в первой в серебряном поле река и на оной украшенный мост, во второй в золотом облачённая в латы рука, держащая саблю, в третьей пространной в голубом поле идущий в правую сторону белый бык. Щит увенчан дворянскими шлемом и короною с тремя страусовыми перьями, на коих золотая луна, рогами вверх обращённая. Намёт на щите голубой, подложенный золотом и серебром».

6 декабря 1851 года был произведён в генерал-майоры, занимая в это время пост командира Северного округа по Морской Строительной части
В 1855 году генерал Бальц вышел в отставку.
В 1858 году Бальцем на собственные средства была приобретена усадьба Домашово, где он так же проявив свой инженерный талант строителя, сделал её одной из красивейших усадьб Кингисеппского уезда и всей Санкт-Петербургской губернии. Наиболее живописную часть усадьбы, прилегающую к реке Суме с пейзажным парком и каскадами прудов с каменными мостиками и зелёными островками напротив усадебного дома названа была им в память жены Лидино. До наших дней парк сохранил границы и основу планировки. Центр усадьбы был в северной стороне парка. Живописный арочный каменный мостик рядом с современным бетонным. В аллеях регулярного парка 200-летние липы, клёны, ясени, вязы, ели.. Хоз. постройки, амбар.
Умер 27 июля (8 августа) 1873 года в Санкт-Петербурге. Похоронен на  Волковском лютеранском кладбище в семейном захоронении.

### Семья
- Отец — Carl Gottlieb Baltz (1760—1802).
- Мать — Helena Juliana von Tornauw (1772—?), праправнучка вице губернатора Эстляндии Wolmar Anton von Schlippenbach.
- Брат — Johann Georg Baltz (Иван Карлович) (31.1.1795 — 18.1.1849).
- Брат — Karl Ludwig von Baltz (russ. Gotlibovič)(19.02.1796 — 27.01.1879), генерал-майор, Георгиевский кавалер, в 1855—1857 командир Первой бригады 14-й пехотной дивизии.

С 1833 года женат на Лидии Богдановне (Аделаида Катарина Александрина) Тизенгаузен (Adelaide Kath. Alex. von Tiesenhausen) (9.10.1808 — 28.05.1853), дочери генерал-майора барона Богдана Карловича Тизенгаузена.
Вторая жена — Rosa Metzler.
Дети от первого брака:
- Евгения (12 августа 1833—1915) — замужем за членом Военного совета генералом от инфантерии Иваном Петровичем Павловым.
- Юлий (30 декабря 1838 - 22 декабря 1915) — инженер-полковник, выпускник Первого кадетского корпуса, руководитель строительства Оренбургской железной дороги Здания Оренбурга / Управления Ташкентской железной дороги / Мосты (недоступная ссылка), прадед Алексия II. Погиб в начале Первой мировой войны.
  - Дочь — Аглаида Юльевна фон Бальц (von Baltz) (1870—1956), замужем за Александром Рюдигером (1870—1929). Их сын — Михаил Ридигер (1902—1962) был протоиереем Казанской церкви в Таллине и женат на Елене Иосифовне Писаревой (1902—1959), дочери полковника царской армии.Патриарх Московский и всея Руси Алексий происходит из известного прибалтийского дворянского рода
- Оттилия (05.03.1836 — 11.04.1838).
- Иоганн (30.05.1837 — 17.11.1875) — инженер-подполковник.
- Николай (183?—1884) — инженер-капитан.
- Леонтина (27.07.1840 — 27.10.1856).
- Александр (18.11.1841 — 30.06.1899) — генерал-лейтенант Генерального штаба.
  - Жена — Sofia Eduardovna von Baggehufwudt, род. 15.06.1851.
  - Сын — Владимир (1871—1931).
  - Дочь — Вера (1866—1943).

## Награды
За свою службу Бальц неоднократно получал денежные поощрения и подарки по положению, в том числе в 1848 году перстень c вензельным изображением «Высочайшего имени Его Императорского Величества» государя Николая Павловича и многие ордена, в их числе:
- Орден Святого Владимира 4-й степени с бантом (1828 год)
- Орден Святой Анны 3-й степени с бантом (1829 год)
- Золотая полусабля с надписью «За храбрость» (1829 год)
- Польский Знак отличия «За военное достоинство» (Virtuti Militari) 4-й степени (1831 год)
- Орден Святой Анны 2-й степени (1831 год; Императорская корона к этому ордену пожалована в 1833 году)
- Орден Святого Станислава 2-й степени (1838 год)
- Орден Святого Георгия 4-й степени (3 декабря 1839 года, за 25 лет беспорочной службы в офицерских чинах, № 6028 по кавалерскому списку Григоровича — Степанова))
- Орден Святого Владимира 3-й степени (1844 год)
- Знак отличия за 25 лет беспорочной службы на Георгиевской ленте (1848 год)
- Орден Святого Станислава 1-й степени (1853 год)